# Larentia berberina
Larentia berberina là một loài bướm đêm trong họ Geometridae.